# 2月28日 (旧暦)
旧暦2月28日は旧暦2月の28日目である。六曜は大安である。

## できごと
- 宝治元年（ユリウス暦1247年4月5日） - 寛元から宝治に改元
- 文永元年（ユリウス暦1264年3月27日） - 甲子革令の為、弘長から文永に改元
- 文正元年（ユリウス暦1466年3月14日） - 寛正から文正に改元
- 永禄元年（ユリウス暦1558年3月18日） - 弘治から永禄に改元
- 寛永10年（グレゴリオ暦1633年4月6日） - 第一次鎖国令。江戸幕府が長崎奉行に「日本人の海外往来禁止」「キリスト教禁止」などを指令
- 寛永15年（グレゴリオ暦1638年4月12日） - 島原・原城が落城し島原の乱が終結
- 嘉永元年（グレゴリオ暦1848年4月1日） - 弘化から嘉永に改元
- 明治5年（グレゴリオ暦1872年4月5日） - 兵部省を廃止し陸軍省・海軍省を設置

## 誕生日
- 文化8年（グレゴリオ暦1811年3月22日） - 佐久間象山、思想家・兵学者（+ 1864年）
- 元治元年（グレゴリオ暦1864年4月4日） - 二葉亭四迷、小説家・翻訳家（+ 1909年）

## 忌日
- 天正19年（グレゴリオ暦1591年4月21日） - 千利休、茶人（* 1522年）
- 寛永15年（グレゴリオ暦1638年4月12日） - 天草四郎、島原の乱指導者（* 1621年）
- 文政4年（グレゴリオ暦1821年3月31日） - 山片蟠桃、商人、学者（* 1748年）